# Chaetocauda sichuanensis
Chaetocauda sichuanensis är en gnagare i familjen sovmöss och den enda arten i sitt släkte. Tidigare listades den till släktet trädsovare (Dryomys). Den är bara känd från fem individer som hittades i provinsen Sichuan i Kina.
Denna gnagare når en kroppslängd omkring 9 cm och därtill kommer en 9 till 10 cm lång svans. Vikten ligger mellan 24,5 och 36 gram. Pälsen är på ovansidan rödbrun till grå och på undersidan vitaktig. Kring ögonen är pälsen mörkare. Svansen är inte avplattad utan rund i sitt tvärsnitt och den har en större tofs vid slutet.
Arten vistas i skogar i bergstrakternas låga delar upp till 2 500 meter över havet och bygger bon med en diameter på omkring 12 cm som vanligen placeras 3 till 3,5 meter över marken. Som föda antas gröna växtdelar. Individerna är aktiva på natten. Fortplantningen sker oftast i maj och en kull har vanligen fyra ungar.
IUCN listade arten i början som starkt hotad på grund av utbredningsområdets ringa storlek men nivån ändrades 2008 till kunskapsbrist (data deficient).